# Lừa Norman
Lừa Norman, (tiếng Pháp: Ân Normand), là một giống của con lừa nhà có nguồn gốc từ Normandy, ở phía tây bắc nước Pháp. Giống lừa này được tìm thấy chủ yếu ở các vùng Lower Normandy và Upper Normandy ngày nay, và cũng có mặt ở Brittany và Pays de Loire. Đây là giống lừa có kích thước nhỏ nhất trong số bảy giống lừa được Pháp công nhận.
Giống lừa trước đây được sử dụng như một con vật đóng gói trong công việc nông nghiệp, chủ yếu là để vắt sữa; nó bây giờ được sử dụng trong thể thao giải trí và du lịch. Loài này được công nhận bởi Ministère de l'Agriculture, Bộ nông nghiệp Pháp, vào năm 1997. Cuốn sách về giống lừa này được lưu trữ bởi tổ chức bởi Hiệp hội de l'Âne Normand, một hiệp hội các nhà lai tạo.
Lừa Norman có số đo trong khoảng từ 1,1 đến 1,25 mét (43–49 in).

## Lịch sử
Loài này có nguồn gốc từ ba khu vực của Hạ Normandy: Calvados, Manche và Orne; năm 1970 có 8500 con lừa của tất cả các giống trong khu vực đó. Giống lừa Norman được công nhận bởi Ministère de l'Agriculture vào ngày 20 tháng 8 năm 1997. Năm 1998 tổng số 225 con lừa thuộc giống Norman đã được xác định, tổng số lượng lừa hiện nay là 1450.

## Sử dụng
Ngày nay giống lừa này được sử dụng với vai trò một con vật đi bộ đường dài hoặc leo núi.